# Marius Bercea
Marius Bercea (n. 3 mai 1979, Cluj-Napoca, România) este un artist român contemporan.

## Educație
Marius Bercea a absolvit Universitatea de Artă și Design din Cluj-Napoca, la clasa de pictură a profesorului Ioan Sbârciu, în 2003. A terminat masterul la Universitatea de Artă și Design din Cluj-Napoca în 2005 și predă de atunci la aceeași instituție de învățământ superior artistic.  
Este unul dintre membrii fondatori al proiectului Laika, care coordonează galeria cu același nume de la Fabrica de Pensule (Paintbrush Factory) din Cluj și din București. Din colectiv mai fac parte artiștii Șerban Savu, Mircea Suciu și Vlad Olariu. Marius Bercea este reprezentat de impresarii BlainSouthern în UK și François Ghebaly în Los Angeles.

## Opera
Marius Bercea, fiul profesorului (de limba franceză) și a omului de cultură clujean Victor Bercea, avea 10 ani când au avut loc Revoluția Română din 1989 și, ulterior, prăbușirea Uniunii Sovietice. Pictura sa face recurs la memorie, amintire și realitate, oferind privitorului o viziune subiectivă a post-comunismului și capitalismului emergent din România. Utilizând fotografii, imagini din ziare și istorii de familie - ceea ce el numește “o arhivă foarte personală” - artistul reproduce în picturile sale cromatica fotografiilor Polaroid, sugerând trecerea timpului și nostalgia ritualurilor simple ale copilăriei.
| “ | Artistul introduce o comparație complexă între expresionismul abstract și fascism, folosind un limbaj vizual extrem de articulat pentru cei 28 de ani ai săi. El vorbește despre permanenta poveste a binelui și răului care se pot naște din aceiași părinți, arătând cum Vestul analizează contextul la microscop pentru a exalta individul, în timp ce Estul îl folosește pentru a dezvolta societatea. Indiferent de diviziunea Est-Vest însă, pictura lui Bercea ne amintește că modernismul a fost același peste tot. | ” |

Tonuri de ocru auriu traversează cele mai multe dintre picturile sale - culoare derivată dintr-o imagine a centralei nucleare de la Chernobyl, pe care artistul a păstrat-o din copilărie. New York Times a comparat modul în care Marius Bercea folosește culoarea cu practica lui Luc Tuymans. Totuși, în timp ce Luc Tuymans folosește tonuri calme și reținute, Bercea aplică tranșant culoarea, cu forță. Cerul albastru intens sau galben sulfuros exultă deasupra dealurilor de un verde bogat și al arhitecturilor de beton uzat, cenușiu.
Bogdan Iacob despre pictura lui Marius Bercea: 
| “ | Tipul de spațiu pe care artistul îl reprezintă nu sugerează în mod necesar specificitatea locală, dar amintește adeseori de Romania post comunistă, la fel ca și siluetele umane care îl populează. Referințele socio-politice nu sufocă însă spațiul psihologic, după cum nici acesta nu alterează în vreun fel plăcerea estetică oferită de imaginea însăși. Bercea reușește să producă o pictură receptivă la contextul socio-cultural și în același timp seducătoare estetic, evitând artificiile tehnice de prisos și pseudo-angajamentele politice. | ” |

Expoziția personală a artistului, „Remains of Tomorrow”, care a avut loc la BlainSouthern în septembrie 2011, a fost curatoriată de Jane Neal, critic de artă, curator și consultant de artă vizuală. Neal, care lucrează frecvent cu artiști din Școala de la Cluj, a scris despre paradoxul familiarității în lucrările lui Marius Bercea. 
| “ | Unele dintre imagini sunt rare pentru Romania acestei perioade – precum lucrarea inspirată din fotografii stranii ale unor bărbați tineri în uniformă, zâmbind, alături de urși împăiați, la bâlciuri. Dincolo de aceste portrete bizare, însă, descoperim elemente familiare – experiențe comune ale copilăriei, care transcend granițele naționale și politice. | ” |

## Expoziții personale (selecție)
- 2010 „Qui Vivra Verra”, François Ghebaly Gallery, Los Angeles, SUA.
- 2009 „Time will Tell”, Chungking Project, Los Angeles, SUA.
- 2009 „If Through the Copper Woods You Pass”, Eleven Fine Art Gallery, London, UK.
- 2008 „Shorn lambs fall behind”, Mie Lefever Gallery, Gent, Belgia.
- 2008 „Yellow Side of Glamour/Melted Guidelines are passé”, Galeria de Artă Contemporană a Muzeului Național Brukenthal, Sibiu, România.

## Expoziții de grup (selecție)
- 2011 „Palets”, Barbara Thumm Gallery, Berlin, Germania.
- 2011 „After the Fall”, Hudson Valley Centre for Contemporary Art, Peekskill , New York, SUA.
- 2010 „No New Thing Under the Sun”, Royal Academy, Londra.
- 2010 „Mircea Pinte Collection”, Museum of Art, Cluj-Napoca, România.
- 2009 „Close to Home”, Galleria Davide Di Maggio, Milano, Italia.
- 2009 „Invisible Body, Conspicuous Mind”, The Luckman Fine Arts Complex, Los Angeles.
- 2009 „Prague Biennale 4”, Praga.
- 2008 „Under Natural Circumstances”, MODEM, Museum of Contemporary Art, Debrecen, Ungaria.
- 2008 „15 Hungarian and Romanian Painters”, Galeria Plan B, Cluj-Napoca.
- 2007 „PLUS 2”, Museum Kuppersmuhle fur Moderne Kunst, Duisburg, Germania.
- 2004 „Air-Bag”, Muzeul National de Arta, Cluj-Napoca.

## Bibliogafie
- en „Marius Bercea”. Arhivat din original la 2011-08-29. Accesat în 31 august 2011. Verificați datele pentru: |access-date= (ajutor) pentru expozițiile personale și cele de grup